# Eriopyga azucara
Eriopyga azucara är en fjärilsart som beskrevs av William Schaus 1903. Eriopyga azucara ingår i släktet Eriopyga och familjen nattflyn. Inga underarter finns listade i Catalogue of Life.